# Under the Influence (Elle King)
Under the Influence è un brano musicale della cantautrice americana Elle King. È stato estratto nel 2015 come secondo singolo dall'album Love Stuff.